# Ghulam Ishaq Khan

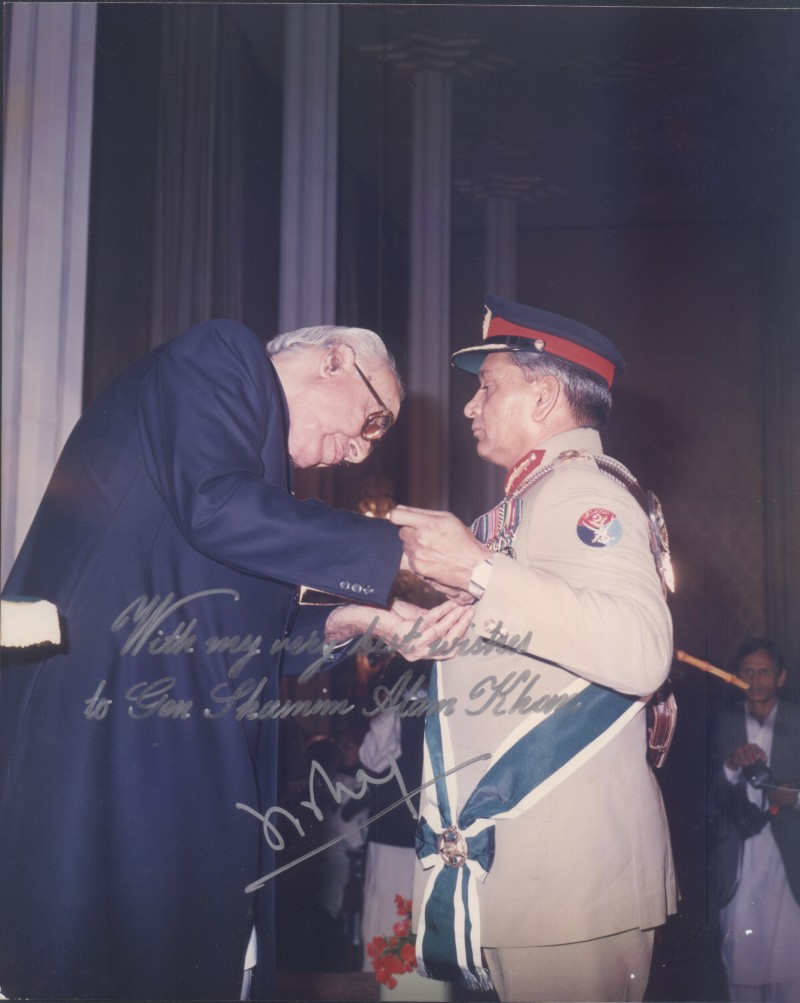
Ghulam Ishaq Khan

Ghulam Ishaq Khan (Urdu غلام اسحاق خان; * 20. Januar 1915 in Bannu, Nordwestprovinz; † 27. Oktober 2006 in Peschawar) war ein pakistanischer Politiker und Präsident von Pakistan vom 17. August 1988 bis 18. Juli 1993.

## Leben
Ghulam Ishaq Khan stammte aus Bannu in der Nordwestprovinz und war paschtunischer Herkunft. Bevor Ghulam Ishaq Khan Präsident von Pakistan wurde, arbeitete er in verschiedenen Bewässerungsprojekten. Er wurde 1947 Chef des Civil Service of Pakistan und wechselte später in das Finanzministerium, um schließlich Finanzminister zu werden (1966–70). Später war er Gouverneur der State Bank of Pakistan (1971–75). Unter Mohammed Zia-ul-Haq hatte der Wirtschaftsexperte verschiedene wichtige Posten in der Regierung inne.
1985 konnte er einen Senatssitz gewinnen und wurde kurze Zeit später als Vorsitzender des Senats von Pakistan gewählt. Nach dem Tod von Mohammed Zia-ul-Haq 1988 wurde Khan Präsident in Übereinstimmung mit den konstitutionellen Nachfolgebestimmungen und wurde später formal in die Position gewählt. Er behielt die Position des Präsidenten bis 1993.